# Eric Campbell

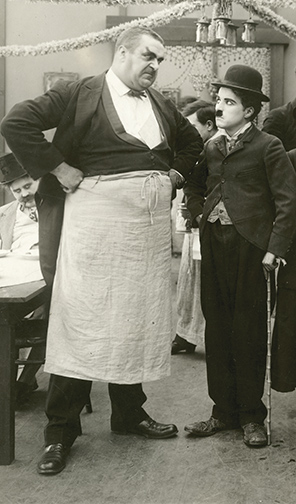
Scène uit The Immigrant (1917)

Alfred Eric Campbell (graafschap Cheshire, 26 april 1880 – Los Angeles, Californië, 20 december 1917) was een filmacteur in het stommefilmtijdperk. Hij was bekend van de films waarin hij samen met Charlie Chaplin speelde.
Campbell speelde in korte tijd in elf films de slechterik in Chaplins films voordat hij op 37-jarige leeftijd aan de gevolgen van een auto-ongeluk overleed.

## Carrière
Campbell begon zijn acteercarrière in theaters in Schotland en Wales met melodramatische rollen. Hier werd hij ontdekt door Fred Karno, die onder de indruk was van Campbells omvang en baritonzangstem en hem inhuurde voor slapstickoptredens in Londen.
In 1914 ging Campbell in navolging van andere komieken, zoals Charlie Chaplin en Stan Laurel, naar New York. Zij maakten allen deel uit van wat bekendstond als de 'Fred Karno's Army'. Toen Chaplin Eric Campbell in 1916 op Broadway zag spelen, nodigde hij hem uit zich aan te sluiten bij de cast die hij verzamelde voor het maken van twaalf films waarvoor hij kort daarvoor een filmcontract had afgesloten.
Campbells eerste film met Chaplin was The Floorwalker uit 1916. Maar in de tweede film, The Fireman uit hetzelfde jaar, creëerde Campbell de rol waarmee hij bekendheid verwierf. Met zijn 1,98 m en 136 kilogram werd hij de slechterik tegenover Chaplins zwerverstypetje. Omdat Chaplin op dat moment de grootste filmster was, hadden hij en Campbell vele imitators, onder wie Billy West als zwerver en Oliver Hardy als slechterik.
Toen Chaplins contract eindigde, was hij van plan Campbell naar de nieuwe studio mee te nemen.

## Overlijden
Op 9 juli 1917 overleed zijn vrouw Fanny, met wie hij sinds 1901 getrouwd was, onverwacht aan een hartaanval. Kort daarop raakte zijn 16-jarige dochter Una zwaargewond door een auto toen zij naar een dichtbijgelegen winkel liep om rouwkleding te kopen. Op 12 september van dat jaar ontmoette Campbell, die nog in de rouw was, Pearl Gilman op een feestje ter ere van een studiomedewerker. Zij was al twee keer kort getrouwd geweest met rijke mannen en wond Campbell om haar vinger. Amper vijf dagen na hun ontmoeting trad het tweetal in het huwelijk in Santa Monica. Minder dan twee maanden later vroeg Gilman een scheiding aan, waarbij ze Campbell beschuldigde van aanhoudend alcoholmisbruik en gevloek. Hierop verhuisde hij van zijn huis in Santa Monica naar de Los Angeles Athletic Club, naar een kamer naast zijn vriend Chaplin. Na een feestje werd Campbell dronken en reed zichzelf rond vier uur 's nachts dood bij een eenzijdig ongeval.
Campbells as werd dertig jaar lang niet opgeëist, waarna zijn resten op een onbekende plaats op de Rosedale Cemetery in Los Angeles te ruste werden gelegd.

## Filmografie
- The Floorwalker (1916) - winkelmanager
- The Fireman (1916) - brandweerman
- The Vagabond (1916) - zigeuner
- The Count (1916) - kleermaker
- The Pawnshop (1916) - inbreker
- Behind the Screen (1916) - Goliath
- The Rink (1916) - Mr. Stout
- Easy Street (1917) - The Bully
- The Cure (1917) - dikke man
- The Immigrant (1917) - ober
- The Adventurer (1917) - vrijer
- How to Make Movies (1918, niet uitgebracht) - golfer

- Biblioteca Nacional de España: XX1524933
- Bibliothèque nationale de France: cb13949137r (data)
- Gemeinsame Normdatei: 1047850370
- International Standard Name Identifier: 0000 0001 1795 1345
- Library of Congress Control Number: n85138244
- Nationale Bibliotheek van Israël: 987007439132305171
- Virtual International Authority File: 100317284
- WorldCat: E39PBJj4tjCtWTpQXcdbXt8Hmd